# Apocalipse em Lilás, Capricho (Chagall)
Apocalipse em Lilás, Capricho é uma pintura guache de 1945 do artista russo Marc Chagall. A obra de 20 por 14 polegadas foi criada por Chagall em resposta à devastação trazida pelo Holocausto; suas imagens consistem em um Jesus Cristo crucificado gritando com um soldado nazista, enquanto outros atos de violência – outra crucificação, um homem sendo enforcado e um homem adulto esfaqueando uma criança – podem ser vistos ao fundo enquanto um relógio invertido cai do céu.